# 2004-es Nickelodeon Kids’ Choice Awards
Ez a tizenhetedik Nickelodeon Kids’ Choice Awards. amelyet 2004. április 3-án rendeztek Pauley Pavilion, Los Angeles, Kaliforniában.

## Győztesek és jelöltek

### Kedvenc filmszínész
- Eddie Murphy - Oviapu és Elvarázsolt kastély
- Mike Myers - A macska – Le a kalappal!
- Ashton Kutcher - Szakítópróba
- Jim Carrey - A minden6ó

### Kedvenc filmszínésznő
- Amanda Bynes - Miről álmodik a lány?
- Halle Berry - X-Men 2
- Cameron Diaz - Charlie angyalai: Teljes gázzal
- Queen Latifah - Több a sokknál

### Kedvenc film
- Némó nyomában
- Oviapu
- Mi a manó?
- A minden6ó

### Kedvenc hang egy animációs filmből
- Ellen DeGeneres - Némó nyomában
- Bruce Willis - Fecsegő tipegők – A vadon szaga
- Brad Pitt - Szindbád – A hét tenger legendája
- John Goodman - A dzsungel könyve 2

### Kedvenc Tv színész
- Frankie Muniz - Már megint Malcolm
- Bernie Mac - The Bernie Mac Show
- Romeo Miller - Romeo!
- Ashton Kutcher - Azok a 70-es évek show és Punk’d

### Kedvenc Tv színésznő
- Raven-Symoné - That’s So Raven
- Jennifer Aniston - Jóbarátok
- Hilary Duff - Lizzie McGuire
- Jamie Lynn Spears - Sok hűhó

### Kedvenc Tv show
- Sok hűhó
- Jóbarátok
- Lizzie McGuire
- Fear Factor

### Kedvenc rajzfilm
- SpongyaBob Kockanadrág
- Tündéri keresztszülők
- A Simpson család
- The Proud Family

### Kedvenc együttes
- Outkast
- B2K
- No Doubt
- Good Charlotte

### Kedvenc férfi énekes
- Nelly
- Justin Timberlake
- Bow Wow
- Nick Cannon

### Kedvenc női énekes
- Hilary Duff
- Jennifer Lopez
- Beyoncé
- Ashanti

### Kedvenc dal
- OutKast - Hey Ya!
- B2K - Bump, Bump, Bump
- Beyoncé és Jay-Z - Crazy in Love
- The Black Eyed Peas és Justin Timberlake - Where Is the Love?

### Kedvenc férfi  sportoló
- Tony Hawk
- Tiger Woods
- Sammy Sosa
- Shaquille O’Neal

### Kedvenc női sportoló
- Mia Hamm
- Kelly Clark
- Serena Williams
- Venus Williams

### Kedvenc sport csapat
- Los Angeles Lakers
- New York Yankees
- Miami Dolphins
- Chicago Cubs

### Kedvenc videó játék
- Harry Potter: Quidditch World Cup
- Némó nyomában
- Super Mario Advance 4: Super Mario Bros. 3
- SpongeBob SquarePants: Battle for Bikini Bottom

### Kedvenc könyv
- Captain Underpants
- Stanley, a szerencse fia
- A Gyűrűk Ura
- Harry Potter

### Wannabe díjas
- Adam Sandler

## Nyálkás hírességek
- Mike Myers
- Mary-Kate és Ashley Olsen

## Fordítás
- Ez a szócikk részben vagy egészben  a(z)   2004 Kids' Choice Awards című angol Wikipédia-szócikk ezen változatának fordításán alapul.  Az eredeti cikk szerkesztőit annak laptörténete sorolja fel. Ez a jelzés csupán a megfogalmazás eredetét és a szerzői jogokat jelzi, nem szolgál a cikkben szereplő információk forrásmegjelöléseként.